# تجمع المحصر (جيشان)

تعديل مصدري - تعديل

تجمع المحصر هي إحدى قرى عزلة جيشان بمديرية جيشان التابعة لمحافظة أبين، بلغ تعداد سكانها 24 نسمة حسب تعداد اليمن لعام 2004.